# Смирнов, Николай Николаевич (историк)
Никола́й Никола́евич Смирно́в (род. 6 апреля 1952, Сталинабад) — советский и российский историк, специалист в области истории российских революций и общественного движения, истории интеллигенции и внешней политики России. Доктор исторических наук. В 2013—2018 годах — директор СПбИИ РАН.

## Биография
В 1970—1976 годах обучался на историческом факультете ЛГУ им А. А. Жданова. В 1977—1980 годах был аспирантом Ленинградского отделения Института истории СССР АН СССР (ныне — СПбИИ). С 1980 года по настоящее время работает в СПбИИ. Прошёл путь от младшего научного сотрудника до заведующего отделом истории революций и общественного движения в России.
В 1980 году защитил диссертацию на соискание ученой степени кандидата исторических наук по теме «III Всероссийский съезд Советов», в 1994 году — докторскую диссертацию «Российское учительство накануне и во время революции 1917 года». В 1995 году Н. Н. Смирнову было присвоено учёное звание старшего научного сотрудника; с 2012 года — профессор по специальности 07.00.02 — Отечественная история.
С 1994 года — член диссертационного совета Д 002.200.01 СПбИИ РАН, с 2013 года — заместитель председателя совета; с 2000 года — член учёного совета СПбИИ РАН. С 1990 года — председатель Северо-западного отделения Научного совета РАН «История социальных реформ, движений и революций». Ответственный редактор ежегодника «Вспомогательные исторические дисциплины» (с 2015).
С 1994 года преподаёт в СПбГУ; в 1996—2008 годах — профессор кафедры истории России и зарубежных стран Республиканского гуманитарного института СПбГУ, с 2008 года — профессор кафедры новейшей истории России исторического факультета.
В 1990—1993 годах — депутат, заместитель председателя Петроградского районного Совета народных депутатов Санкт-Петербурга.
Награждён медалью «В память 300-летия Санкт-Петербурга» (2004).

## Основные работы
- «III Всероссийский съезд Советов: история созыва и работы» (Л., 1988);
- «На переломе: российское учительство накануне и в дни революции 1917 г.» (СПб., 1994)

Автор более 160 опубликованных в российских и зарубежных изданиях научных работ по истории России конца XIX — начала XX веков. Принимал участие в написании коллективных трудов «Рабочая энциклопедия (1921—1985)» (Л., 1986) и «Питерские рабочие и Великий Октябрь» (Л., 1987), редактор издания «Рабочие и интеллигенция в эпоху реформ и революций: материалы международного коллоквиума» (СПб., 1997).